# Sottosegretario di Stato per gli affari politici
Il sottosegretario di Stato per gli affari politici (Under Secretary of State for Political Affairs) è un membro del Dipartimento di Stato degli Stati Uniti d'America. Si occupa di sovrintendere agli uffici incaricati delle relazioni con l'estero e quindi ha a che fare con i rapporti diplomatici internazionali degli Stati Uniti. Il sottosegretario è coadiuvato dagli "assistenti del segretario di Stato", ovvero i responsabili di ciascun ufficio.
Tale figura venne istituita nel 1959 dal presidente Eisenhower.
L'attuale sottosegretario è Allison Hooker.

## Lista di sottosegretari di Stato per gli affari politici
| Immagine | Nome                       | Stato di provenienza | Inizio mandato    | Fine mandato     |
| -------- | -------------------------- | -------------------- | ----------------- | ---------------- |
|          | Robert Daniel Murphy       | Wisconsin            | 12 agosto 1959    | 3 dicembre 1959  |
|          | Livingston Merchant        | Washington           | 3 dicembre 1959   | 31 gennaio 1961  |
|          | George McGhee              | Texas                | 29 novembre 1961  | 27 marzo 1963    |
|          | W. Averell Harriman        | New York             | 4 aprile 1963     | 17 marzo 1965    |
|          | Eugene Rostow              | Connecticut          | 13 ottobre 1966   | 20 gennaio 1969  |
|          | U. Alexis Johnson          | California           | 7 febbraio 1969   | 1º febbraio 1973 |
|          | William J. Porter          | Massachusetts        | 2 febbraio 1973   | 18 febbraio 1974 |
|          | Joseph John Sisco          | Maryland             | 18 febbraio 1974  | 30 giugno 1976   |
|          | Philip Habib               | California           | 30 giugno 1975    | 1º aprile 1978   |
|          | David D. Newsom            | California           | 13 aprile 1978    | 27 febbraio 1981 |
|          | Walter John Stoessel, Jr.  | California           | 27 febbraio 1981  | 26 gennaio 1982  |
|          | Lawrence Eagleburger       | Florida              | 11 febbraio 1982  | 1º maggio 1984   |
|          | Michael Armacost           | Maryland             | 17 maggio 1984    | 2 marzo 1989     |
|          | Robert Kimmitt             | Virginia             | 2 marzo 1989      | 23 agosto 1991   |
|          | Arnold Kanter              | Virginia             | 4 ottobre 1991    | 20 gennaio 1993  |
|          | Peter Tarnoff              | New York             | 11 marzo 1993     | 18 aprile 1997   |
|          | Thomas Pickering           | New Jersey           | 27 maggio 1997    | 31 dicembre 2000 |
|          | Marc Grossman              | Virginia             | 23 marzo 2001     | 18 marzo 2005    |
|          | R. Nicholas Burns          | Massachusetts        | 18 marzo 2005     | 29 febbraio 2008 |
|          | William Joseph Burns       | Maryland             | 29 febbraio 2008  | 28 luglio 2011   |
|          | Wendy Sherman              | Maryland             | 21 settembre 2011 | 2 ottobre 2015   |
|          | Thomas A. Shannon Jr.      | Minnesota            | 12 febbraio 2016  | 4 giugno 2018    |
|          | Stephen Mull (ad interim)  | Pennsylvania         | 5 giugno 2018     | 29 agosto 2018   |
|          | David Hale                 | New Jersey           | 30 agosto 2018    | 3 maggio 2021    |
|          | Victoria Nuland            | Virginia             | 3 maggio 2021     | 22 marzo 2024    |
|          | John R. Bass (ad interim)  | New York             | 22 marzo 2024     | 20 gennaio 2025  |
|          | Lisa D. Kenna (ad interim) | Vermont              | 20 gennaio 2025   | 5 giugno 2025    |
|          | Allison Hooker             | Georgia              | 5 giugno 2025     | in carica        |